# Herman Ericsson
Karl Herman Eriksson, född 26 juli 1891 i Forssa församling, Södermanlands län, död 4 september 1969 i Malmö, var en socialdemokratisk politiker.
Eriksson var ursprungligen lant- och sågverksarbetare, blev volontär vid Kronprinsens husarregemente i Malmö och därefter stationskarl. Han var ledamot av Malmö stadsfullmäktige 1927–58 (andre vice ordförande från 1951), ordförande i Malmö stads lönenämnd 1931–56, ombudsman (förvaltningschef) för denna 1946–56 och ledamot av budgetberedningen och hamndirektionen. Han var ordförande i Svenska stadsförbundets löne- och förhandlingsdelegation 1946–47. 
Eriksson var ledamot av riksdagens första kammare 1937–46, invald i Malmöhus läns valkrets.